# Age of Empires II: The Conquerors
Age of Empires II: The Conquerors är det första expansionspaketet till spelet Age of Empires II: The Age of Kings, och är den fjärde delen i Age of Empires-serien. Expansionspaketet är utvecklat av Ensemble Studios och släpptes av Microsoft Games i augusti 2000. Det har 5 nya civilisationer (azteker, mayafolket, spanjorer, koreaner och hunner), 4 nya kampanjer, 11 nya enheter, 26 nya teknikutvecklingar, nya spellägen, nya kartor och mindre olika justeringar i spelupplägget.
Både huvudspelet The Age of Kings och The Conquerors släpptes som en sammanbunden utgåva vid titeln "The Gold Edition" under hösten 2001. Den 9 april 2013 släpptes Age of Empires II: HD Edition som en nedladdningsbar version på Steam för Microsoft Windows. HD Edition innehåller både The Age of Kings och The Conquerors i uppdaterad högupplöst grafik. Därefter har flera expansioner släppts med nya kampanjer och civilisationer för HD Edition.
Den 14 november 2019 släpptes en datorspelsremake vid titeln Age of Empires II: Definitive Edition som innehåller alla tidigare expansioner.

## Spelupplägg
The Conquerors har infört nytt innehåll och olika justeringar, såsom de nya spellägena Defend the Wonder (svenska: Skydda Underverket), King of the Hill (Herre på täppan) och Wonder Race (Underverkslopp). Ytterligare nya kartor har också införts där vissa baseras på verkliga geografiska områden, och med vintriga och tropiska terrängtexturer eller teman.
I spelet finns möjlighet för infanterienheter att gå in i en murbräcka, vilket ger skydd för dessa enheter samtidigt som murbräckans hastighet och attackförmåga ökar. Fartygsenheter kan nu bilda formationer för effektivare strid. Grafiken är oförändrad, men nya civilisationer har lagts till som är följande: azteker, mayafolket, spanjorer, koreaner och hunner. Förutom nya enheter har uppgraderingarna utökats för att ge fler enhetsval. Aztekerna och mayafolket kan varken skapa enheter som kan hantera krutvapen eller kavallerienheter, vilket delvis balanseras med att de börjar med Eagle Warrior (en infanterienhet) som har många av de fördelar som kavalleriet har. Båda dessa civilisationer representerar den nya världen och har en ny arkitektonisk byggnadsstil. Hunnerna är också unika som civilisation, då de inte behöver bygga hus för att öka enhetsgränsen, utan har alltid en fast gräns från början till slutet av ett spel.
Bybor och belägringsvapen har fått smartare förmågor, där bybor kommer nu att automatiskt börja samla in resurser efter att ha byggt en tillhörande depåbyggnad. När de bygger murar sprider de jämnt ut sig istället för att bygga på samma segment. På liknande sätt om flera bybor skickas till en gård, då kommer de att börja odla på angränsande gårdar istället för att bara stå still. Katapulter kommer nu också inte att automatiskt skjuta om det finns en sannolikhet att skada vänliga enheter. Kvarnen har dessutom fått en knapp som gör att gårdar kan betalas i förskott, så att när en befintlig gård är färdigskördad kommer den automatiskt att planteras om utan att det krävs manuell hantering från spelaren. Chattkommandon har införts, vilket underlättar kommunikationen med allierade spelare.

### Kampanjer
The Conquerors har fyra nya kampanjer i enspelarläget. Dessa baseras på hunnern Attilas väg till makten, El Cids äventyr, samt Moctezumas försvar mot Hernán Cortés. Den fjärde kampanjen "Battles of the Conquerors" är en grupp av individuella scenarier som är orelaterade till varandra, där var och en är baserad på en viktig historisk strid, till exempel slaget vid Tours eller slaget vid Manzikert.

#### Attila the Hun
Kampanjen "Attila the Hun" ("Hunnern Attila") skildrar kring den ökande makten hos hunnerna och deras kamp mot ett alltmer förfallet romerskt imperium.
Kampanjen börjar med att Attila tar över ledningen för hunnerna genom sin bror Bledas död, och leder dem till seger över de fientliga perserna, skyterna och Västromerska riket. Attila inleder sedan en serie räder mot olika städer (Naissus, Sofia, Dyrrhachium, Thessalonica och Adrianopel) för att skaffa resurser för att förstöra en bas i Östromerska riket. Räderna tar honom till Marcianopolis, Philippopolis och Konstantinopel där romarna försöker köpa bort honom med guld. Han får sedan ett nyckfullt äktenskapsförslag av Honoria, vilket får honom att koncentrera sina räder till Gallien och besegrar Bourgogne, Metz och Orléans innan han motstår ett anfall från romerska armén. Därefter strider Aëtius mot Attila under slaget vid katalauniska fälten, där Aëtius får hjälp av visigoterna (under Theoderik) och alanerna. Efter att Attila har besegrat dessa tre fiender avancerar han in till norra Italien för att plundra Aquileia, Verona, Padua och Milano. Han kallas sedan in till ett möte med påven Leo I i Rom, och Attila blir på något sätt övertalad att inte attackera Rom.

#### El Cid
Kampanjen "El Cid" handlar om riddaren El Cids äventyr genom den medeltida Spanien och hans konfrontationer med muslimer och kristna.
Kampanjen börjar med att Rodrigo Díaz de Vivar (känd som El Cid) blir kung Sanchos mästare genom en stridsprövning, och där han får sin häst Bavieca. Han besegrar sedan Sanchos bror (kung Alfonso av León) som öppet sade sig vilja äga Sanchos kungarike Kastilien. El Cid tar med sig Alfonso till Sancho där de gör upp i godo. Sancho blir ändå mördad och spelet antyder på att Alfonso var inblandad. Alfonso blir därmed kung av både León och Kastilien. El Cid tvingar Alfonso att svära på ed om att han inte hade någonting att göra med Sanchos död. Senare uppstår oroligheter hos spanska och moriska rebeller i Toledo, och El Cid skickas dit. Han möter en imam som säger åt honom att hämta fyra reliker som är utspridda över staden för att kväsa upproret. El Cid möter även Mutamid under denna sträva att återställa freden i Toledo. El Cid klarar sin uppgift och lämnar över staden till Alfonso som trots det börjar känna ett allt större agg mot honom. Alfonso skickar till slut El Cid i exil, men när han förstör ett av Alfonsos slott som blockerar hans väg till Zaragoza, utlyser Alfonso vapenvila. El Cid kan fortsätta sin väg till Zaragoza och får igen möta Mutamid som han tjänstgör hos och hjälper honom att besegra greven Berenguer. El Cid får återvända till kung Alfonsos tjänst för att försvara honom från attacker av Yusuf och hans "svarta garde", och förstör alla deras hamnar. Efter denna bedrift blir El Cid dessvärre återigen satt i exil av Alfonso, och El Cid börjar vandra genom städerna Denia och Lérida tills han slutligen kommer fram till Valencia som han försvarar från Berenguers attacker. Han regerar den staden tills Yusuf sätter den i belägring. Under en misslyckad räd blir El Cid dödad av en pil och hans fru Ximena av Asturien sätter hans lik på hästen Bavieca för att ge ett intryck om att han fortfarande lever, vilket skulle fortsätta ge mod åt soldaterna för att besegra Yusuf.

#### Montezuma
Kampanjen "Montezuma" framställer det aztekiska riket och deras kamp mot spanska inkräktare.
Kampanjen inleds med att azteker tolkar ett omen, där svaret blir att de måste ta över flera helgedomar i djungeln, vilka ligger bland deras fiender: Tlatilco, Tepaneker och Xochimilco. Därefter skapar de en trippelallians med sig själva, Texcoco och Tlacopán för att besegra Tlaxcala. När Tlaxcala har besegrats (för stunden) förråder Texcoco och Tlacopán mot aztekerna, som omedelbart slår ner dem. Sedan anländer spanjorer till den nya världens stränder på jakt efter guld, och aztekerna presenterar sig för dem och deras ledare Hernán Cortés. Men snart inser aztekerna att spanjorerna är deras nya fiender som har gått i allians med Tlaxcala. Aztekerna fortsätter deras kamp mot Tlaxcala och lyckas även stjäla några spanska hästar. Därefter blir aztekernas ledare Montezuma fängslad i sitt eget palats av spanjorerna som börjar plundra allt guld de kan komma åt. Aztekerna blir mycket arga och gör uppror, och när Montezuma träder fram för att lugna ner dem får han dödliga stenar kastade mot sig. Cortés börjar bygga ett underverk i Tenochtitlán men som Cuauhtémoc och upproriska azteker förstör, vilket tvingar spanjorerna ut ur staden. Därefter besegrar aztekerna över Tlaxcala och spanjorerna i slaget vid Otumba (som i verkligheten var en spansk seger) och fångar några hästar och krutkärror för att kunna skapa kavalleri och kanoner. Ett sista krig utkämpas i den återvunna staden Tenochtitlán, där aztekerna vinner över den spanska armén och flottan samt Tlaxcala.

#### Battles of the Conquerors
Kampanjen "Battles of the Conquerors" består av åtta historiska slag som är individuella och oberoende av varandra. Spelaren kan således börja i vilken ordning som helst.
- Tours (732) – I slaget vid Tours måste Karl Martell försvara sitt hemland från en arabisk invasion och beslagta morernas gods.[27]
- Vindlandsaga (1000) – Handlar om Erik den rödes forskningsresa till Newfoundland och Labrador. På vägen dit får han motstå britter från deras kustlinje, göra ett övertagande av Grönland och avvärja skrälingar i den nya världen där han slutligen gör en bosättning.[28]
- Hastings (1066) – Utspelar sig i slaget vid Hastings där Vilhelm Erövraren ska inleda en invasion av England för att besegra Harald Godwinsson. Slaget vid Stamford Bridge skildras också.[29]
- Manzikert (1071) – I slaget vid Manzikert ska seldjuker besegra den bysantinska armén och erövra östra Anatolien genom att först utvinna resurser från thema-områdena Kappadokien, Pisidien och Galatien.[30]
- Agincourt (1415) – Utspelar sig i slaget vid Azincourt där Henrik V av England hävdar sitt anspråk på Frankrikes tron men blir tvungen att dra sig tillbaka från Harfleur. För att nå båten som ska ta honom hem får han först resa genom Voyeni, Amiens och Frévent, och slutligen kämpa sig mot ett antal franska riddare.[31] I verkligheten drar han sig inte tillbaka från Harfleur, utan snarare kapitulerar staden för engelsmännen den 22 september 1415.
- Lepanto (1571) – I slaget vid Lepanto ska Juan de Austria och hans spanska styrkor bygga ett underverk nära kustlinjen, och försvara det från turkiska skepp.[32]
- Kyoto (1582) – Handlar om slaget vid Yamazaki där Oda Nobunaga blir dödad, och som hämnd ska Toyotomi Hideyoshi och hans män förstöra alla tre slott i Kyoto, men även inta Osaka och Hyōgo.[33]
- Noryang Point (1598) – I slaget vid Noryang visar den koreanske amiralen Yi Sun-shin upp sina nya sköldpaddsskepp som han använder för att besegra Toyotomi Hideyoshis japanska styrkor.[34]

## Musik
Spelets medieformat som består av en optisk skiva är i sig en mixed-mode CD som innehåller både data och ljudspår. Spår 1 är dataspåret och spår 2 är ljudspåret. PC-versionens fil är väldigt lång och använder små övergångar för att separera ljudspåret som annars är 30 minuter och 48 sekunder. Under ett pågående spel är det ljudspåret som spelas upp som musik. I Age of Empires Collector's Edition inkluderas en CD med flera av spelets soundtrack, vilket namnger flera av låtarna som finns i ljudspåret. Nästan all musik (soundtracket och låtarna i ljudspåret) är komponerade av Stephen Rippy och Kevin McMullan.

## Mottagande och försäljning
| Mottagande      | Mottagande    |
| Samlingsbetyg   | Samlingsbetyg |
| Tjänst          | Betyg         |
| --------------- | ------------- |
| Metacritic      | 88/100        |
| Recensionsbetyg |               |
| Publikation     | Betyg         |

I USA under oktober 2000 sålde The Conquerors 221 000 exemplar och tjänade 6 miljoner dollar enligt PC Data. I augusti 2006 hade det sålt 800 000 exemplar och tjänat 20,1 miljoner dollar, och var landets 12:e mest sålda datorspel mellan januari 2000 och augusti 2006. Den sammanlagda försäljningen av alla Age of Empires-spel som släpptes mellan januari 2000 och augusti 2006, inklusive The Conquerors, nådde 4,1 miljoner exemplar i USA vid det senare datumet. The Conquerors fick ett "Silver"-försäljningspris av Entertainment and Leisure Software Publishers Association (ELSPA) för att ha sålt minst 100 000 exemplar i Storbritannien.
Amerikanska PC Gamer utsåg The Conquerors till det bästa expansionspaketet under året 2000.